# Eythora Thorsdottir
Eythora Elisabet Thorsdottir (Rotterdam, 10 de agosto de 1998) é uma ginasta holandesa com pais islandeses. Ela competiu nos Jogos Olímpicos de 2016, terminando em nono lugar no individual geral, o melhor resultado na história da ginástica holandesa. No Campeonato Europeu de 2017, ela conquistou a prata na trave e o bronze no solo. 

## Carreira

### 2014
Eythora fez sua estreia internacional na categoria sênior no final do ano, em uma pequena competição em Hamburgo, Alemanha, na qual ficou em primeiro lugar no individual geral e em segundo na prova por equipes. Ela ficou fora das competições por grande parte do ano devido a uma lesão nas costas.

### 2015
No começo do ano, Eythora estava entre as ginastas disputando uma vaga na equipe holandesa para o Campeonato Europeu. Ela participou de duas competições classificatórias e ganhou ambas, assim conquistando uma vaga no time. Como preparação para o campeonato, ela competiu na Copa do Mundo em Ljubljana, Eslovênia, e ganhou o ouro no solo. No Campeonato Europeu, ela ficou em 12º lugar no individual geral, porém não se classificou para nenhuma final por aparelhos.
No mesmo ano, ela se classificou para o Campeonato Mundial em Glasgow. Lá, ela ajudou a equipe holandesa a se classificar para os Jogos Olímpicos de 2016, finalizando a competição em 8º lugar. Nas classificatórias, ela ficou em 28º lugar e foi a primeira reserva para as finais. Ela se classificou para a final de trave, mas teve uma queda e terminou a prova em oitavo lugar.

### 2016
Eythora competiu na International Gymnix, no Canadá, onde ganhou o bronze na trave e ficou em quarto lugar no solo. Em maio, ela competiu no IAG SportEvent e ganhou todas as provas, exceto a de trave, ficando em quinto lugar. Em junho, Eythora se tornou a campeã holandesa, e foi nomeada para a equipe nacional para os Jogos Olímpicos. 
Nos Jogos Olímpicos, ela ajudou a Holanda a se classificar para a final por equipes, na qual finalizaram em sétimo lugar. Ela também se classificou para a final do individual geral, terminando a prova em nono lugar, somando 57.632 pontos. Em novembro, ela ganhou a prata no individual geral no Memorial Arthur Gander na Espanha.

### 2017
Em fevereiro, Eythora competiu nos Jogos Internacionais de Reykjavik, onde ganhou o ouro no individual geral e na trave, a prata no salto e solo e o bronze nas paralelas. Em abril, ela participou do Campeonato Europeu. Nas classificatórias, ela conquistou vaga na final do individual geral, da trave e de solo. Na final do individual geral, ela teve uma queda na trave e na barra, e finalizou em 12º lugar. Nas finais por aparelhos, conquistou a prata na trave, ficando atrás da romena Cătălina Ponor, e o bronze no solo, atrás da russa Angelina Melnikova e da britânica Ellie Downie. Eythora competiu no Campeonato Mundial, porém não se classificou para nenhuma final por aparelhos.

### 2018
Eythora retornou às competições em julho, no Heerenveen Friendly, conquistando a prata por equipes. Ela foi nomeada para compor a equipe que competiria no Campeonato Europeu, mas teve que desistir da competição após quebrar a mão. Devido a essa lesão, ela também não conseguiu competir no Campeonato Mundial. 
Em novembro, Eythora competiu no Memorial Arthur Gander em Chiasso, Suíça. Ela ganhou o bronze no individual geral, ficando atrás das brasileiras Jade Barbosa e Flávia Saraiva.

### 2019
Em março, Eythora competiu na EnBW DTP-Pokal Team Challenge em Stuttgart, e ajudou a Holanda a conquistar o bronze na final por equipes. Individualmente, ganhou o bronze no individual geral. Em abril, ela competiu no Campeonato Europeu, ficando em 13º lugar no individual geral e conquistando a prata no solo, atrás da francesa Mélanie de Jesus dos Santos.
Em agosto, a ginasta competiu no Heerenveen Friendly, conquistando a prata por equipes, atrás da Itália, e no individual geral, atrás da italiana Giorgia Villa. No mês seguinte, ela competiu no segundo Heerenveen Friendly, conquistando o ouro por equipes e o bronze no individual geral, ficando atrás da compatriota Naomi Visser e da suíça Giulia Steingruber.

### 2021
Eythora competiu nos Jogos Olímpicos de Tóquio, compondo a equipe holandesa ao lado de Lieke e Sanne Wevers e Vera van Pol. Nas classificatórias, ela caiu duas vezes na trave, ficando com uma nota de 12.333. A ginasta pontou 52.899 no individual geral e foi a segunda reserva. O time holandês terminou em 11º lugar.